# Hans Rudolph (Althistoriker)
Hans Wilhelm Thilo Rudolph (* 18. Mai 1907 in Burgwenden; † 26. August 1980 in Bühl) war ein deutscher Althistoriker.

Hans Rudolph besuchte das Marienstiftsgymnasium in Stettin. Er studierte zunächst Rechtswissenschaft, dann Geschichte, klassische Philologie und Philosophie. Er wurde 1932 an der Universität Leipzig mit einer Arbeit zum römischen Städtewesen in Italien promoviert. Er trat 1937 die Nachfolge Erich Ziebarths auf dem althistorischen Lehrstuhl an der Hamburger Universität an, zunächst kommissarisch als Universitätsdozent. Nachdem er zum 1. Mai 1937 der NSDAP beigetreten war (Mitgliedsnummer 4.050.468), wurde er 1939 zum außerordentlichen Professor ernannt. 1941 wurde er ordentlicher Professor und 1975 emeritiert. Zu seinen akademischen Schülern gehörten Friedrich Karl Kienitz, Harald Vocke, Peter Herrmann, Christian Habicht, Bernd-Jürgen Wendt, Eberhard Ruschenbusch und Joachim Molthagen. Er starb 1980 bei einem Kuraufenthalt an einem Herzleiden.

## Schriften (Auswahl)
- Stadt und Staat im römischen Italien. Untersuchungen über die Entwicklung des Munizipalwesens in der republikanischen Zeit. Dieterich, Leipzig 1935; Nachdruck Vandenhoeck & Ruprecht, Göttingen 1965. OCLC 635240790